# Lis

Práce lisu

Lis (ve staré češtině pres) je mechanický tvářecí stroj, který slouží k mechanickému zpracování různých produktů tlakem nebo tlakovým rázem, tento výrobní či pracovní postup se nazývá lisování.

## Definice

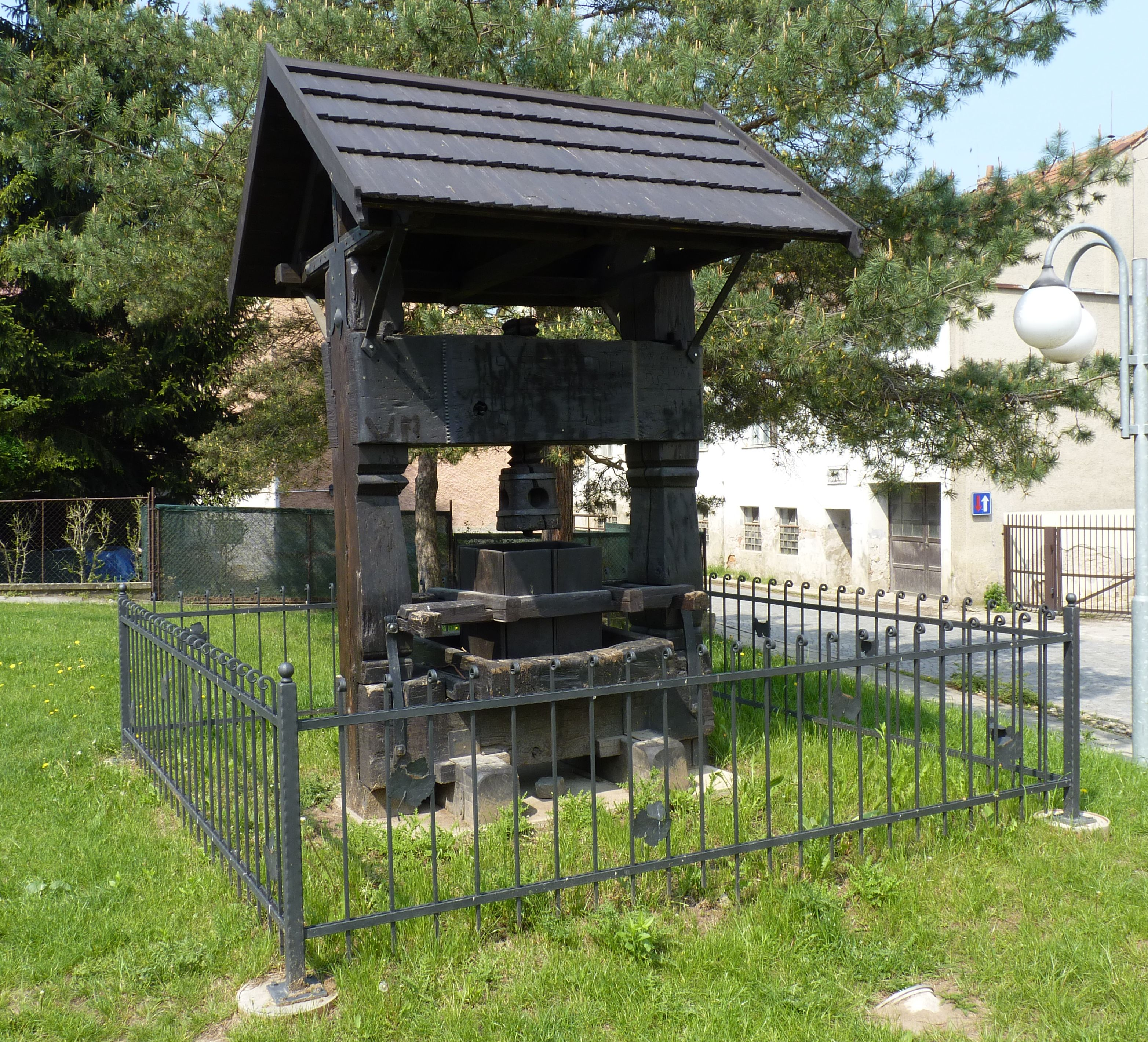
Historický vinný lis v Dolních Kounicích (fotografie z roku 2011)

Lis působí silou ve formě tlaku na stlačované těleso. To se následkem síly deformuje a mění tvar. Lisy se rozdělují do skupin podle toho, jakou energii využívají (ruční lis, hydraulický lis, mechanický lis), podle své stavby (např. horizontální lis) nebo způsobu užití (ovocný lis, paketovací lis apod.).
Velikost lisu může být velmi různá. Od malých lisů pro hodináře až po rozměrné tiskařské lisy.

## Typy
- Mechanické
- Hydraulické
- Pneumatické
- Klikové
- Vřetenové
- Výstředníkové

## Užití
Lisování může být například použito ve:
- potravinářství – získávání šťávy z ovoce a zeleniny
- strojírenství – tváření různých strojírenských výrobků pomocí lisování ve formě (lis patří do podskupiny tzv. tvářecích strojů, příbuznými stroji jsou buchary či strojní nůžky na plech), kde lisy tlakem mění tvar, hmotnost či objem příslušného obrobku. Některé strojírenské lisy se používají také pro vzájemné spojování (či zpětné oddělování) různých strojních součástí (kupř. při výrobě železniční dvojkolí) bez toho, že by jednotlivé strojní součásti výrazně měnily svůj objem, tvar či ztrácely svoji hmotnost.
- odpadovém hospodářství – stlačování různých objemných materiálů (rostliny, autovraky, makulatura apod.)
- polygrafii – tisk novin, knih, časopisů (obecně výroba tiskovin)
- textilní průmysl – pletení s háčkovými jehlami, výroba speciálního textilu, potisk látek různými vzory
- výrobě gramofonových desek, dnes také výroba CD či DVD disků

## Bezpečnost při práci s lisy
Lisy jsou obecně lidskému zdraví velmi nebezpečné stroje, které vždy mohou obsluze stroje nebo i nepovolaným osobám způsobit velmi vážný úraz (rozdrcení končetiny, amputaci končetiny ba i smrt).
Z tohoto důvodu bývají lisy a buchary vybaveny různými typy bezpečnostních zařízení, která mají za úkol především zabránit úrazu obsluhy stroje (či úrazu dalších osob nacházejících se v okolí stroje).
Může se jednat např. o tato opatření, která lze navíc vhodným způsobem vzájemně kombinovat:
- prostá mechanická zábrana – do pracovní části stroje nelze nijak vložit ruku či nohu (stroj pak může být spínán rychle za sebou nohou), mechanická zábrana může být navíc doplněna elektromechanickým zámkem, který elektricky zamyká mechanickou zábranu a zároveň tím odmyká ovládání stroje, což způsobuje, že stroj nelze vůbec nijak spustit bez řádného zafixování příslušné mechanické zábrany
- lis je vybaven dvojitým elektrickým spínáním – stroj lze spustit pouze jednou a to pouze současným stlačením dvou různých spínačů (ovladačů stroje), které jsou od sebe vhodně vzdáleny (obvykle tak 80 až 100 centimetrů). Toto elektrické zapojení nutí obsluhu lisu spínat stroj oběma rukama současně a není pak možné tutéž ruku strčit do pracovní části stroje (mezi jeho čelisti).
- elektronické zabezpečení – spínání lisu se děje výhradně z elektronicky ovládacího panelu zadáním bezpečnostního kódu nebo i vložením bezpečnostní karty v bezpečné vzdálenosti od stroje